# Hermann Ritzhaupt
Hermann Ritzhaupt (* 6. Januar 1920 in Erfurt; † 31. Januar 1991) in Rostock war ein deutscher Fischereibiologe.

## Leben
Ritzhaupt wurde als erstes von zwei Kindern des Theologen, Pfarrers und Erzählers Adam Ritzhaupt und dessen Ehefrau Dorothea (Dora) Rupp, geboren.

### Schulbildung
Er besuchte vier Jahre lang seit 1926 eine Volksschule und acht Jahre ab 1930 eine Oberrealschule bzw. Oberschule in Erfurt. Nach zwölfjährigem Schulbesuch legte er an der Humboldtschule – der Städtischen Oberschule für Jungen bzw. der „ehemaligen Oberrealschule mit Reformrealgymnasium“ – das Abitur ab.

### Studium und Promotion
Danach studierte er an der Universität Jena Zoologie. Der Universitätsprofessor Eduard Uhlmann (1888–1974) regte Ritzmann zum Schreiben einer Doktorarbeit an und gab ihm
Ratschläge zur Abhandlung des von ihm gestellten Themas zur Köcherfliege. Die Larven für „Untersuchungen im Institut der Universität Jena“ beschaffte sich der naturverbundene Doktorand aus Tümpeln in der Umgebung von Jena.
An der 1925 gegründeten Mathematisch-Naturwissenschaftlichen Fakultät der Universität Jena verteidigte er seine Dissertation am 2. August 1944 erfolgreich und ihm wurde für die Inaugural-Dissertation die Doktorwürde der Mathematisch-Naturwissenschaftlichen Fakultät der Friedrich-Schiller-Universität zu Jena verliehen.

### Fischereibiologe
Der Gründungsdirektor des Instituts für Hochseefischerei und Fischverarbeitung Rostock-Marienehe (IfH), Diethelm Scheer, stellte den Zoologen Ritzhaupt für die aufzubauende Biologische Abteilung ein. In der Folgezeit wurde er Leiter der Biologischen Abteilung des IFH. Er war als promovierter Naturwissenschaftler und Biologe am 15. April 1953 bei der Gründung des Instituts für Hochseefischerei bereits dabei. Anfangs gab es auf dem Territorium der DDR „nur eine unbedeutende Küstenfischerei“. Institutsdirektor Scheer beauftragte seinen Abteilungsleiter Ritzhaupt, sich im Sommer 1955 in Murmansk mit „sowjetischen Wissenschaftlern und Technikern zu beraten.“
Noch Mitte der 1950er Jahre war die von der DDR ausgehende Hochseefischerei auf die Barentssee konzentriert und danach erweiterte sie sich auf den Nordwestatlantik. An der laufenden biologischen Erschließung und biologischen Überwachung neuer Fanggebiete für die DDR-Fischfangflotte war der Meeres- und Fischereibiologe Ritzhaupt an Bord von Forschungsschiffen maßgeblich beteiligt. In einem Zeitschriftenbeitrag zur „Wissenschaft und Praxis der Hochseefischerei“ schrieb der Meeresbiologe 1971, dass sich „durch Ausstreuen bestimmter Geruchstoffe Fischschwärme anlocken“ ließen.

### Verfasser von Forschungsberichten
Er verfasste teils allein, teils gemeinsam mit Mitarbeitenden des IfH Forschungsberichte für die damalige Internationale Kommission für die Fischerei im Nordwestatlantik (ICNAF). Die DDR war seit 1974 Mitglied der ICNAF.
Im Bericht für 1974 wurde z. B. die Gesamtfangmenge der DDR im Nordwestatlantik auf 131.281 Tonnen für das abgelaufene Jahr angegeben und betont, dass diese Fischmenge 53.961 Tonnen weniger betrug als im Jahre 1973. Die ICNAF gehörte zu den ersten regionalen Fischereimanagementgremien der Welt im Rahmen der Ernährungs- und Landwirtschaftsorganisation der Vereinten Nationen (FAO) und nahm eine führende Stellung bei der Bewertung und Bewirtschaftung von Fischbeständen außerhalb der küstenstaatlichen Gerichtsbarkeit ein.
Im Vorläufigen Index und Titelverzeichnis für damalige ICNAF-Veröffentlichungen und Tagungsdokumente wurden 1975 die Beiträge aus der DDR und der Bundesrepublik erfasst, darunter von Ritzhaupt u. a. zur Bewertung des Bestandes der Makrelen im nordwestlichen Atlantik unter dem Titel Bewertung des Makrelenbestandes im nordwestlichen Atlantischen Ozean in den Jahren 1974–1976 von Makrelenschwärmen gemessen mit Echoloten.

## Veröffentlichungen (Auswahl)
Ritzhaupt veröffentlichte seine Forschungsergebnisse in Fachzeitschriften und als Beiträge für Bücher:
- Das Meer[18]
- Nahrung aus dem Meer, 1977[19]
- Ergebnisse einer fischereilichen Erkundung der Fischvorkommen auf dem Schelf vor der Küste der VR Angola im September und Oktober 1976 und der biologischen Untersuchungen an den häufigsten Nutzfischarten, 1983[20]
- Vorläufige Ergebnisse der Such- und Fangreise mit dem Fang- und Verarbeitungsschiff „Rudolf Leonhard“ (17. Juli bis 31. Oktober 1966) und der Untersuchungsfahrt mit dem „FFS Ernst Haeckel“ (3. Januar bis 5. April 1967) nach Südwestafrika[21]
- Erkundung bis in den Südatlantik. Neue Fanggebiete werden systematisch erschlossen.[22][23]
- Las pesquerías de Cuba y algunas recomendaciones para su intensificación (Kubas Fischerei und einige Empfehlungen für ihre Intensivierung), 1965[24]
- Die Fischereigebiete der afrikanischen Küste, 1965[25]
- Fangmöglichkeiten an der westafrikanischen Küste, 1962[26]
- Ein Beitrag zur Biologie von Sadinelle aurita im Seegebiet von Takoradi, 1961[27]
- Zur Frage der Beziehungen von Wassertemperatur und Fischvorkommen, 1957[28]
- Das Gehirn der Larve und Imago von Limnophilus flavicornis (Trichoptera, Limnophilida), 1944[29]

## Porträt des Fischereibiologen
Er gehörte als Fischereibiologe zum zwölfköpfigen wissenschaftlichen Personal der Afrika-Forschungsexpedition vom 3. April bis zum 22. Juli 1964 mit dem FS Prof. Albrecht Penck unter Leitung des Meeresforschers Rudolf Schemainda in den Golf von Guinea. Von den Teilnehmenden wurden Fotos angefertigt und später veröffentlicht, darunter auch von Dr. Hermann Ritzhaupt und seinem Kollegen vom Institut für Hochseefischerei (IfH), dem Diplombiologen Ulrich Falk (* 1934).
Überwiegend kamen die Ozeanographen der wissenschaftlichen Crew aus dem Institut für Meereskunde (IFM) der damaligen Deutschen Akademie der Wissenschaften zu Berlin (DAW). Der Expeditionsleiter Rudolf Schemainda hatte bereits bis 1961 im Institut für Hochseefischerei (IfH) mit Ritzhaupt unmittelbar zusammengearbeitet, bevor der Geograph und Ozeanograph zum IfM wechselte. Überdies hatten beide gemeinsam, dass sie u. a. in der Fischereibiologie in Saßnitz wissenschaftlich tätig waren. Dort gab es nach 1945 zeitweilig eine Außenstelle des im Wiederaufbau befindlichen kriegszerstörten ehemaligen Instituts der Preußischen Landesanstalt für Fischerei in Berlin-Friedrichshagen. Die Außenstelle wurde 1949 zur wissenschaftlichen Beratung der Fischerei geschaffen und Ende 1962 geschlossen.
Bereits 1955 stellte Ritzhaupt seine Forschungsergebnisse zur Anfälligkeit von Fisch gegenüber Bakterien einem Ingenieur in Warnemünde zur Verfügung. Dieser verstand die Ergebnisse als eine Forderung nach einem speziellen Fischfangschiff. An Bord sollten die Fische unmittelbar nach dem Fang verarbeitet werden können, um sie vor Infektionsgefahren zu schützen und somit die Haltbarkeitsdauer verlängert werden.